# 桃さんのしあわせ
『桃さんのしあわせ』（タオさんのしあわせ、原題：桃姐、英題：A Simple Life）は、2011年に製作された香港・中国合作映画。アン・ホイ監督。
日本では、2012年の第4回沖縄国際映画祭で上映され、ゴールデンシーサー賞（金石獅子賞）等を受賞した後に、劇場公開された。

## ストーリー
60年間、同じ家族に仕えてきたメイドの桃（タオ）さんが、ある日脳卒中で倒れた。ごく当たり前に身の回りの世話をしてもらっていた雇い主の息子・ロジャーは、その時初めて、桃（タオ）さんがかけがえのない人だったことに気づき、桃（タオ）さんの介護に奔走することになる。

## キャスト
- ロジャー：アンディ・ラウ（劉德華） （吹替：井上和彦）
- 桃（タオ）さん（鍾春桃（ジョン・チュンタオ））：ディニー・イップ（葉德嫻） （吹替：沢田敏子）
- ロジャーの母：ワン・フーリー（王馥茘）
- チョイ主任：チン・ハイルー（秦海璐） （吹替：中村千絵）
- キンさん：チョン・プイ（秦沛） （吹替：樋浦勉）
- 校長：リャン・ティエン（梁天）
- シャロン（ロジャーの姉）：ウェンディ・ユー（余文詩）
- カルメン：イーマン・ラム（林二汶）
- ガムさん：ボボ・ホイ（許碧姫）
- ガムさんの娘：エレーナ・コン（江美儀）
- ジェーソン：ジェイソン・チャン（陳智燊）
- ムイさん：ホイ・ソーイン（許素瑩）
- バッタ：アンソニー・ウォン（黄秋生） （吹替：立川三貴）
- 歯科医：チャップマン・トウ（杜汶澤）
- 歌手：裕美

その他のカメオ出演
- ロー・ラン（羅蘭）※本人役
- レイモンド・チョウ（鄒文懷）※本人役
- ツイ・ハーク（徐克）※本人役 （吹替：野島昭生）
- サモ・ハン・キンポー（洪金寶）※本人役 （吹替：水島裕）
- ジョン・シャム（岑建勳）※本人役
- ニン・ハオ（寧浩）※本人役
- アンジェラベイビー（楊穎）※本人役

## 主な受賞
- 第68回ヴェネツィア国際映画祭（2011年 ）
  - 女優賞（ディニー・イップ）
  - 平等機会賞
  - ジャンニ・アストレイ賞
  - ナザレノ・タッディ賞
  - SIGINIS賞
- 第48回台湾電影金馬奨（2011年）
  - 最優秀監督賞
  - 最優秀主演男優賞（アンディ・ラウ）
  - 最優秀主演女優賞（ディニー・イップ）
- 第18回香港電影評論学会大奨（2011年）
  - 最優秀作品賞
  - 最優秀女優賞（ディニー・イップ）
- 第6回アジア・フィルム・アワード（2012年）
  - 主演女優賞（ディニー・イップ）
  - 主演男優賞（アンディ・ラウ）
- 第4回沖縄国際映画祭（2012年）
  - “Peace部門” 海人 (うみんちゅ) 賞グランプリ
  - 審査員特別賞
- 第31回香港電影金像奨（2012年）
  - 最優秀作品賞
  - 最優秀監督賞
  - 最優秀脚本
  - 最優秀主演男優賞（アンディ・ラウ）
  - 最優秀主演女優賞（ディニー・イップ）
- タリン・ブラック・ナイツ映画祭
  - 監督賞
  - 主演女優賞（ディニー・イップ）
  - FICC審査員特別賞
- 香港監督組合賞
  - 年間最優秀推薦作品
  - 監督賞
  - 特別名誉賞